# Мечеть Султана Селіма
Буюк-Джамі́ (крим. Büyük Cami) або мечеть султана Селіма — утрачена головна соборна п'ятнична мечеть Феодосії (Крим).

## Історія

### Будівництво
Збудована в 1522 році за проектом видатного османського архітектора Сінана на місці християнського храму візантійської епохи (можливо, шляхом перебудови останнього).
Названа, вочевидь, на честь турецького султана Селіма I Грізного, що протягом свого правління збільшив території Османської імперії вдвічі. Мечеть містилася на території сучасного Матроського саду — між нинішніми вулицями Горького, Вірменською та Караїмською.

### Руйнування
У першій половині XIX століття зруйнована. Під час руйнування виявлено фрагменти візантійської пластики (колону, рельєф із зображенням святого Миколая).
За наказом російського імператора Олександра І «з метою відновлення історичної справедливості» на місці мечеті в 1817 році закладено православний Олександро-Невський собор, збудований, проте, лише в 1871–1873 роках. У 1933 році собор також знищено вже радянською владою.

### Перспективи відтворення
У 2003 році Духовне управління мусульман Криму виступило з ініціативою відтворення мечеті.